# Joachim (biskup koptyjski)
Joachim (ur. 24 lutego 1956) – duchowny Koptyjskiego Kościoła Ortodoksyjnego, od 2015 biskup i egzarcha Isny.

## Życiorys
8 kwietnia 1983 złożył śluby zakonne w monasterze św. Pachomiusza. Święcenia kapłańskie przyjął 9 lutego 1990. Sakrę biskupią otrzymał 24 maja 2015.